# Aleksiej Szemarow
Aleksiej Nikołajewicz Szemarow (ros. Алексей Николаевич Шемаров; błr. Аляксей Мікалаевіч Шэмараў, Alaksiej Mikałajewicz Szemarau; ur. 16 września 1982 w Królewcu) – rosyjski i białoruski zapaśnik walczący w stylu wolnym. Olimpijczyk z Londynu 2012, gdzie zajął ósme miejsce w kategorii 120 kg.
Mistrz świata, medalista mistrzostw Europy. Wicemistrz igrzysk europejskich w 2015. Drugi w Pucharze Świata w 2012; trzeci w 2007 i piąty w 2015 roku.
Startuje w stylu wolnym w kategorii do 120 kg. Największym jego sukcesem jest złoty medal mistrzostw świata w 2011 roku w Stambule. Jest dwukrotnym medalistą mistrzostw Europy.
Brat Aleksandra Szemarowa, zapaśnika i olimpijczyka z Sydney 2000 i Aten 2004.

## Turniej wLondynie 2012
| Konkurencja          | Walki        | Walki                 | Walki                  | Klas. końcowa |
| Konkurencja          | Przeciwnik I | Przeciwnik II         | Ćwierćfinał            | Miejsce       |
| -------------------- | ------------ | --------------------- | ---------------------- | ------------- |
| styl wolny do 120 kg | wolny los    | Dániel Ligeti (HUN) W | Tervel Dlagnev (USA) L | VIII          |